# Werder (Thedinghausen)
Werder ist ein Ortsteil der Gemeinde Thedinghausen in der Samtgemeinde Thedinghausen im niedersächsischen Landkreis Verden.

## Geografie

### Lage
Werder liegt im nördlichen Bereich der Gemeinde Thedinghausen, zwei Kilometer nordöstlich vom Kernort Thedinghausen entfernt.

### Flüsse
Die Weser fließt östlich und nördlich in zwei Kilometer Entfernung.

### Nachbargemeinden
Nachbarorte sind – von Norden aus im Uhrzeigersinn – Uesen und Grinden (am jenseitigen Ufer der Weser) sowie Lunsen, Thedinghausen (Kernbereich) und Eißel.

## Geschichte
Die erste urkundliche Erwähnung des Ortes geht auf das Jahr 1138 zurück.
Am 1. Juli 1972 wurde Werder in die Gemeinde Thedinghausen eingegliedert. Diese wechselte in den Landkreis Verden.

## Wirtschaft und Infrastruktur

### Straßen
Werder liegt an der L 156, die von Lunsen aus über die Weser nach Achim führt. Ansonsten liegt Werder fernab des großen Verkehrs. Die A 27 verläuft 5 km entfernt nördlich und die A 1 8 km nordwestlich.

### Wirtschaft
Werder ist stark landwirtschaftlich geprägt. Nordöstlich von Werder wird in einem Kieswerk Sand und Kies abgebaut.